# Arturo Bocciardo
Arturo Bocciardo (Genova, 16 aprile 1876 – Genova, 18 luglio 1959) è stato un ingegnere, dirigente d'azienda e politico italiano.

## Biografia
Figlio di Sebastiano, che nel 1861 ha fondato le ben note concerie Bocciardo di Genova, cresce nel periodo della scalata familiare ai vertici dell'alta borghesia industriale cittadina, dalla quale assimila le future capacità sia tecniche che direttive. Compie gli studi superiori e universitari a Torino, dove nel 1904 consegue la laurea in ingegneria e si perfeziona nelle costruzioni elettromeccaniche. L'appartenenza ad una famiglia rinomata nell'ambiente industriale facilita le sue prime esperienze sul campo e già nel 1907 assume la direzione della San Giorgio, impresa ben nota nel campo della costruzione di autovetture e di rotabili ferroviari. La sua nomina è stata voluta da Attilio Odero, fondatore degli omonimi cantieri navali, per affrontare una crisi legata ad un calo del mercato automobilistico e un aumento dei dazi doganali con l'Inghilterra. Bocciardo da subito prova delle sue indubbie capacità con una completa riorganizzazione che mantiene il settore ancora produttivo delle costruzioni ferrotranviarie nella sede di Pistoia ed avvia a Genova quello della meccanica di precisione (strumenti ottici e di misurazione) e delle apparecchiature elettromeccaniche per le navi.
La scelta si rivela vincente di li a pochi anni, quando con lo scoppio della guerra la San Giorgio si specializza nella produzione di telemetri e strumenti di mira per artiglieria occupando lo spazio lasciato libero sul mercato dalla concorrenza tedesca, scomparsa in quanto paese belligerante. La San Giorgio può approfittare delle tecnologie concorrenti senza tema di ricorsi e si distingue per l'elevata professionalità delle sue maestranze.

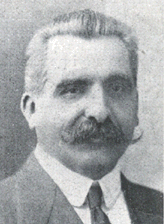
Cesare Nava

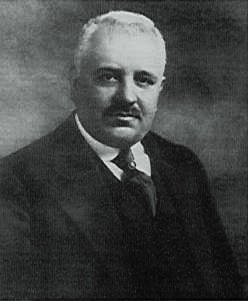
Francesco Saverio Nitti

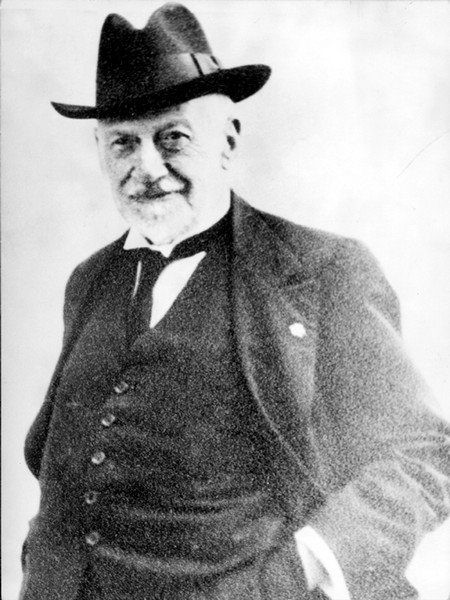
Attilio Odero

L'attività di fornitore delle forze armate gli vale nel 1918 la nomina a direttore generale del servizio materiali metallici del Ministero delle Armi e delle Munizioni. Il servizio, cui viene chiamato dal sottosegretario di Stato Cesare Nava, si occupa di controllare la produzione siderurgica nazionale e partecipa al comitato interalleato per la ripartizione delle materie prime necessarie a tale industria. Dopo l'armistizio viene nominato da Nitti Segretario generale della Giunta Esecutiva del Comitato Interministeriale per la liquidazione delle forniture di guerra, compito che porta a termine nel novembre del 1919. In entrambi gli incarichi Bocciardo si trova più volte al centro di polemiche per un presunto orientamento a favore o contro determinate imprese, ad esempio favorevole verso il gruppo Terni-Ilva degli Odero a danno dell'Ansaldo del gruppo Perrone. Le polemiche non vanno però oltre le ipotesi, e nessun rilievo ufficiale viene mosso al suo operato.
Nel 1920 chiede ed ottiene di poter tornare alla propria attività, chiamato da Odero ad assumere l'incarico di amministratore delegato delle acciaierie di Terni, uscite piuttosto malconce dal periodo della guerra. Il venir meno delle commesse militari e la crisi economica post-bellica hanno ridotto notevolmente la produzione ed avviato una congiuntura sfavorevole a causa del contenzioso col governo per i sopraprofitti di guerra e i crediti che l'azienda avanza per le forniture militari, col risultato che gran parte degli impianti sono inattivi e le maestranze senza lavoro. Con Bocciardo arrivano alla Terni le garanzie economiche della Banca Commerciale Italiana, di cui gode la fiducia e che già aveva consentito a suo tempo l'ingresso di Odero e Giuseppe Orlando, garanzie fondamentali per i consistenti investimenti economici che vengono messi in cantiere.
Il piano prevede di unificare le due grandi industrie della Valnerina, la Società degli Alti Forni e Fonderie di Terni e la Società Italiana per il Carburo di Calcio Acetilene ed altri Gas. Quest'ultima è andata incontro ad un graduale declino per il calo della domanda di acetilene per l'illuminazione, conseguente alla concorrenza della ben più pratica ed economica energia elettrica, ciò che rende sempre meno produttiva la spesa di mantenimento di un grande impianto industriale, e con la società finirebbero a rischio le sue centrali idroelettriche, le concessioni per la derivazione delle acque del Velino e del Nera e la linea tranviaria extraurbana per Terni. Con la nuova ragione sociale Terni, Società per l'Industria e l'Elettricità nasce una nuova azienda dove la siderurgia è l'attività principale, con due grandi centrali idroelettriche capaci di sviluppare oltre 500 000 Kw di energia, tre laghi artificiali capaci di 600 000 000 di m³ d'acqua, due stabilimenti attivi nella chimica industriale e 3 200 dipendenti nel solo primo anno di attività.
Nel piano sono compresi l'attivazione di un cementificio a Spoleto (1923), la costruzione di una diga mobile sul Velino per sfruttare come bacino di invaso il lago di Piediluco e la firma di apposite convenzioni per la fornitura esclusiva di elettricità ai comuni circostanti.

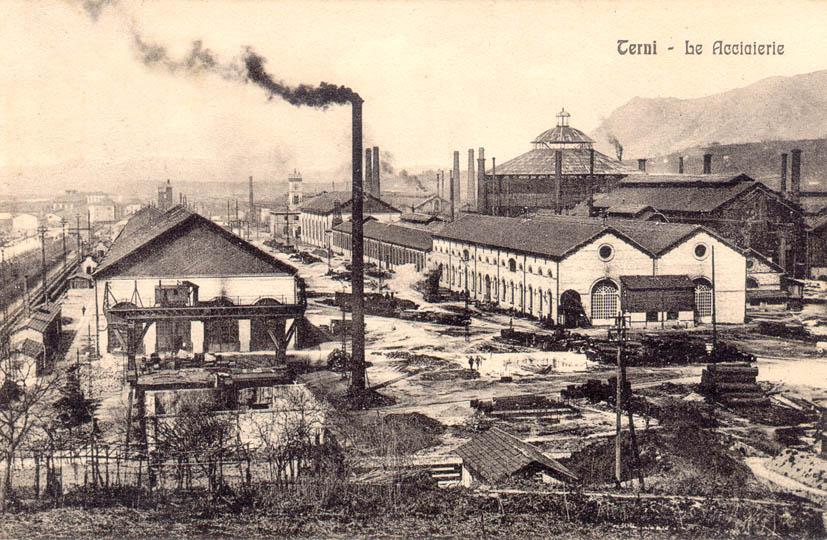
Le acciaierie di Terni

Più o meno contemporaneamente, nel 1922, Bocciardo viene nominato presidente dell'Ilva, l'altro grande polo siderurgico italiano al quale la Terni (direttamente ed attraverso la Società siderurgica di Savona), aveva a suo tempo dato vita assieme ai gruppi Elba e Bondi per la costruzione dello stabilimento di Bagnoli, previsto dal piano di industrializzazione di Napoli voluto dal ministro Nitti. Nel periodo della guerra, per sfruttare le opportunità offerte dalle commesse belliche, l'Ilva ha assunto partecipazioni o addirittura assorbito numerose piccole aziende dal settore minerario a quello elettrico, dalla navigazione al settore meccanico e cantieristico, contraendo debiti per centinaia di milioni che ad ostilità cessate non è stata in grado di onorare per la crisi del dopoguerra. Il principale creditore del gruppo, la banca commerciale, lo chiama a risolvere una situazione ormai insostenibile, col 95% del capitale andato in fumo e l'azienda ad un passo dalla dichiarazione di fallimento.

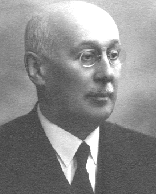
Giorgio Enrico Falck.

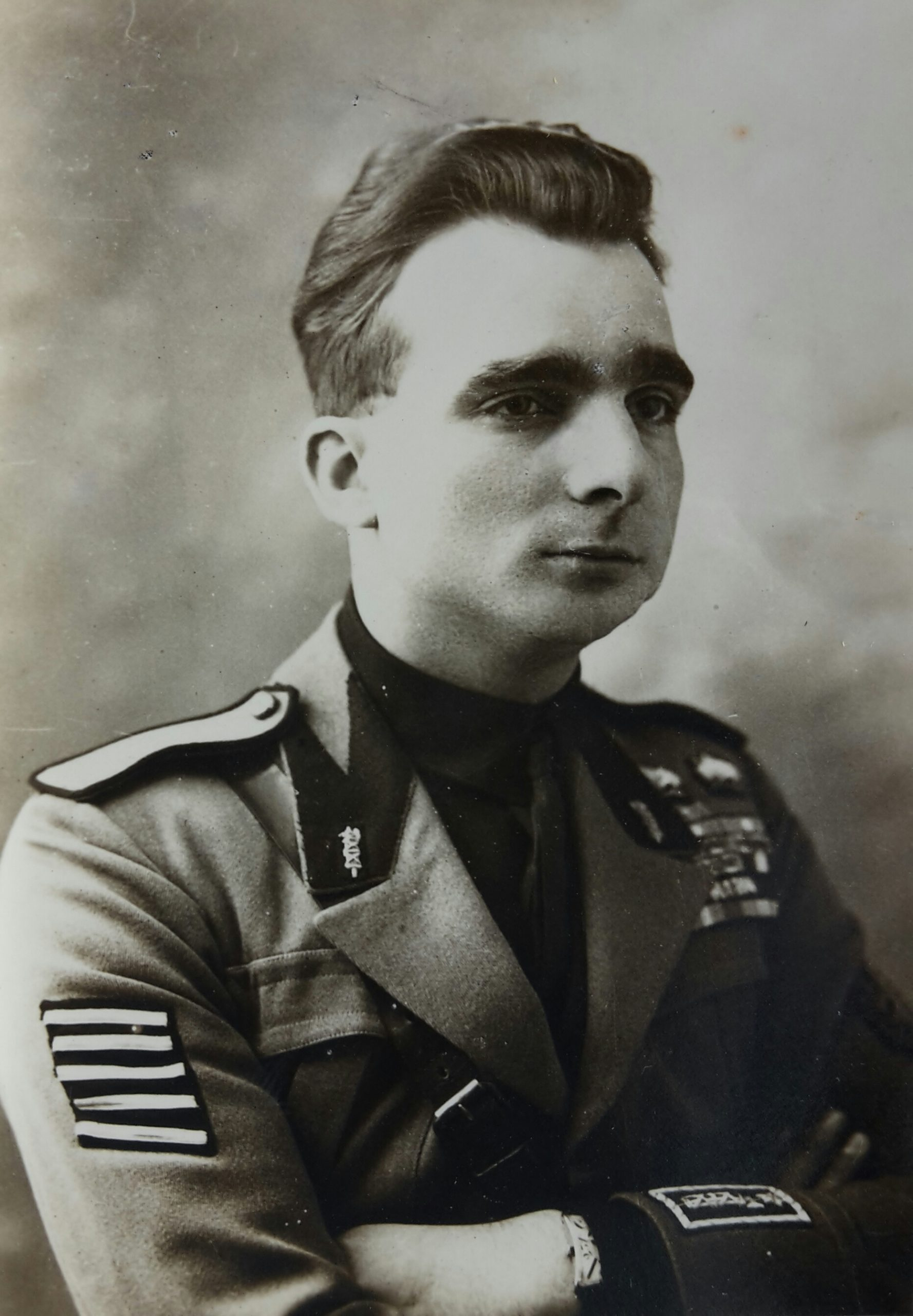
Elia Rossi Passavanti.

Il nuovo presidente ritiene che l'Ilva debba tornare alla sua originaria attività nella siderurgia, ciò che porta alla cessione di tutte le partecipazioni inutili a tale attività e ad una trattativa con Giorgio Falck, proprietario delle acciaierie omonime, che porta ad un nulla di fatto quando Jósef Leopold Toepliz, presidente della Banca Commerciale, la blocca per i maggiori vantaggi che ne avrebbe ricavato il Credito Italiano. L'unica altra strada è la ricapitalizzazione dell'azienda, strada tutt'altro che facile dal momento che l'azionista di maggioranza vanta crediti per decine di milioni ed ovviamente nessuno investe in una impresa indebitata. Bocciardo, fino ad allora politicamente neutrale, non può far altro che avvicinarsi agli esponenti del fascismo ternano che, specie dopo le tormentate elezioni del 6 aprile 1924, era andato espandendosi a macchia d'olio. Passata la crisi Matteotti e ridotti i partiti diversi dal PNF (1925), la parziale ripresa dell'attività produttiva, attuata con non pochi sacrifici, lo mette in buona luce con Benito Mussolini, già favorevolmente colpito dai buoni risultati ottenuti dal partito e dal regime nella zona. Una buona luce che gli consente di ottenere dal Duce la destituzione del podestà di Terni e deputato del collegio, il conte Elia Rossi Passavanti, e di riottenere il controllo dei bacini fluviali del Velino e del Nera in tempo per l'istituzione della provincia di Terni (1927).
Con la fornitura elettrica garantita dai propri impianti e la produzione siderurgica che torna poco alla volta a buoni livelli Bocciardo può infatti presentare a Mussolini quella che chiama la fabbrica totale, cioè l'intera provincia che si identifica e dà lavoro alla sua principale industria. Entusiasta di questa vasta adesione al fascismo in tuta operaia anziché in camicia nera Mussolini favorisce il piano di riassetto aziendale, portato a compimento nel 1928, col quale la Terni giunge al massimo della sua espansione prima della crisi degli anni '30.
Seguendo lo schema ideato per la prima volta da Ulrich Geisser Bocciardo ne fa la capofila di una rete di società collegate, alcune create appositamente per i problemi di finanziamento del gruppo, oltre che azionista di riferimento di numerose imprese. L'elenco - probabilmente parziale - si desume dalle cariche cui Bocciardo deve rinunciare nel 1932: vicepresidente della Società Odero-Terni-Orlando (che riunisce le attività di cantieristica navale), dell'Istituto di Credito Industriale, dell'Istituto Ligure Mobiliare Finanziario; presidente della Società Idroelettrica ligure-piacentina, della Società anonima Industriale Interamna, della Società Lavelli prodotti magnesiaci e refrattari, della Società anonima per la utilizzazione delle forze idrauliche della Dalmazia, della Società italiana di ricerche industriali, della Società carburo di calcio e ferroleghe (Consorzio); consigliere del Consorzio Mobiliare Finanziario (Comofin), della Società Finanziaria Industriale Italiana (Sofindit), della Società Magona d'Italia, nonché dei consorzi per la vendita dei prodotti siderurgici e della calciocianamide.

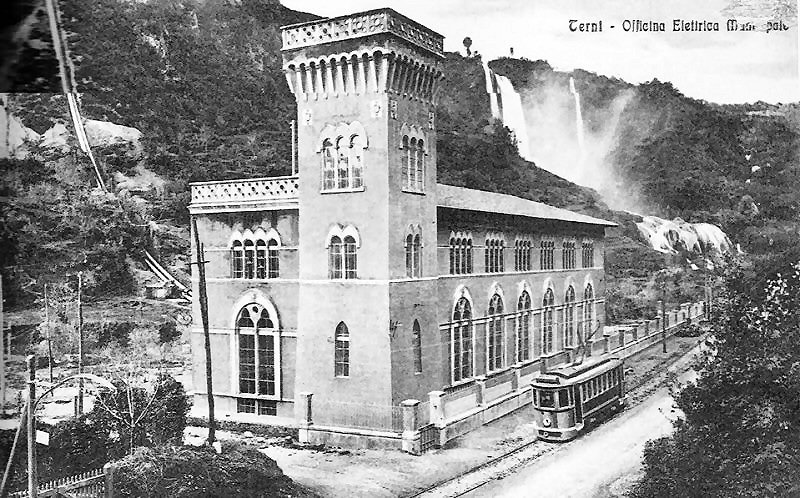
Una centrale elettrica della Terni.

Una centrale elettrica della Terni.

La Terni aumenta il fatturato con la distribuzione dell'energia elettrica prodotta in eccesso a imprese minori ma la costruzione di una rete capillare di distribuzione per le abitazioni private viene meno con le conseguenze della crisi economica del 1929, che in Italia iniziano a manifestarsi già a metà del 1930. La Banca Commerciale Italiana controlla in tale anno il 20% del valore di tutte le società per azioni italiane, il suo presidente siede personalmente nei 32 più importanti consigli di amministrazione e il valore del suo portafoglio supera il miliardo di lire. La caduta a domino delle borse europee a seguito di quella d'oltreoceano provoca una pesante crisi di liquidità quando diventa impossibile monetizzare i pacchetti azionari, al punto che la BCI si trova indebitata con la Banca d'Italia (ripetutamente intervenuta con robuste iniezioni di liquidità), per poco meno di tre miliardi di lire. Il governatore della banca centrale, Bonaldo Stringher, avverte che la situazione non è più sostenibile e che l'istituto deve chiedere ufficialmente il salvataggio da parte dello Stato. Mancando qualsiasi altra alternativa Toepliz si rivolge al governo ma ciò significa la fine del "suo" impero industriale. Mussolini vuole infatti nazionalizzare le grandi imprese e costringe la BCI a conferire tutte le sue partecipazioni alla Società Finanziaria Industriale Italiana, una società a prevalente capitale pubblico che da parte sua le amministra in via transitoria, essendosi già deciso di dare vita all'IRI.
Bocciardo accetta il cambiamento obtorto collo, non senza tentare di mantenere nell'ambito dell'iniziativa privata almeno la Terni, ma la situazione economica è tale da non consentire - ammesso che ci siano imprenditori disposti a contrariare la volontà del governo - un apporto di liquidità sufficiente almeno a coprire la quota lasciata scoperta dalla banca.

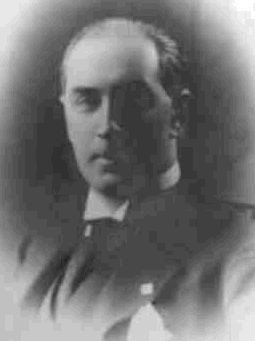
Paolo Thaon di Revel, ministro delle finanze e del tesoro dal 17 gennaio 1935 al 6 febbraio 1943, amico e sostenitore delle strategie proposte da Arturo Bocciardo in sede politica.

Nel nuovo abito di presidente di un'impresa pubblica, per contro, l'ingegnere genovese si trova stretto tra i suoi doveri verso la minoranza rimasta privata e il doveroso ossequio alle disposizioni superiori, che pure non manca di discutere o addirittura contestare quando ritiene vadano a danno dei piccoli azionisti. Le indubbie capacità tecniche, unite alla stima personale di Benito Mussolini e all'influenza che può vantare nelle organizzazioni di categoria, gli danno anzi ampio spazio di manovra nella situazione di grave incertezza del decennio, dove il legame tra banca e industria è arrivato ad un punto di non ritorno e la seconda ha sempre più difficoltà a procacciarsi il sostentamento della prima. Al contrario dei grandi capitani d'industria, quelli che dirigono dalla posizione di proprietario o grande azionista, viene nominato senatore per la tutela degli interessi del settore, di cui si è dimostrato abile stratega quando, in una serie di incontri ai primi del 1933, riesce a convincere Mussolini a cambiare parzialmente idea sullo scorporo delle aziende che passano allo Stato; con l'appoggio del ministro delle Finanze e del Tesoro persuade infatti Mussolini a mantenere l'unità di organizzazione delle imprese, scorporandole sulla base dei loro interessi produttivi prima che in vista dei costi di gestione che dovranno essere sostenuti dall'IRI. Bocciardo porta il caso della siderurgia (argomento cui il Duce è oltremodo sensibile per le implicazioni belliche), la cui separazione della chimica e della produzione di energia elettrica porterebbe al collasso economico dei gruppi interessati, che non hanno invece uno specifico interesse a mantenere la cantieristica navale e le imprese finanziarie.
L'attività politica cui non è comunque estraneo - sia come fascista genovese della prima ora che nel consiglio comunale della sua città - non muta il suo primario interesse per la direzione delle industrie, cui continua a dedicarsi in misura prevalente limitando i suoi doveri parlamentari all'aula e alla commissione dell'economia corporativa e dell'autarchia alla normale amministrazione. Dei suoi dieci anni di attività parlamentare si ricordano infatti pochi discorsi politici, tutti sul tema dell'intervento pubblico nel settore industriale, e un solo discorso tecnico (pronunciato nel 1936), sull'uso dell'elettricità al posto del carbone nella siderurgia, sulla produzione dei fertilizzanti azotati e sullo smembramento oculato della Terni. Concordato con Benito Mussolini è una sorta di manifesto programmatico delle linee guida nazionali nel settore (cd "piano autarchico" per la siderurgia"), delle quali viene messo a capo con la presidenza della Finsider, la società del Gruppo IRI incaricata del coordinamento e dello sviluppo della siderurgia.

Angelo Tarchi, ministro per la produzione industriale della RSI, negozia un accordo per l'asportazione dei macchinari del gruppo Terni e dispone l'arresto di Arturo Bocciardo quale sabotatore

La sua attività conosce una brusca interruzione col proclama Badoglio dell'8 settembre 1943, che annuncia l'armistizio. Già in difficoltà dalla caduta del regime (25 luglio 1943), rifiuta di aderire alla Repubblica Sociale Italiana e combatte una lunga e dura battaglia per difendere gli impianti industriali di Terni dalla depredazione tedesca. Il governo fantoccio di Mussolini e lo stesso Duce sono ora un nemico dal momento che, contro ogni interesse nazionale, esercitano forti pressioni affinché gli industriali italiani cedano i macchinari per consentirne l'invio e l'utilizzo in Germania. I reiterati rifiuti alle richieste dell'ing. Roth, Sonderführer del comando tedesco di Terni, e di un certo dott. Küttner, incaricato per la produzione di ferro e acciaio in Italia dal Ministero tedesco per gli approvvigionamenti, portano al sequestro del gruppo e all'esautorazione della dirigenza. Una sua ulteriore protesta per lo smontaggio degli impianti nel frattempo avviato, indirizzata al rappresentante italiano di Albert Speer, gli vale la formale accusa di sabotaggio, alla quale risponde dando disposizione alle imprese del gruppo (i cantieri Odero-Terni-Orlando, l'Ilva e le Acciaierie di Cornigliano), di opporsi a qualsiasi tentativo di asportazione.
Aiutato dai continui bombardamenti sulla rete ferroviaria, che rendendo difficoltosi i trasporti portano a continui rinvii delle operazioni di smontaggio, riesce a salvare quasi l'intero patrimonio tecnico del gruppo, giunto con poche sottrazioni e numerosi danni alla capitolazione tedesca. Questa decisa opposizione gli evita l'arresto all'indomani della liberazione ma non il procedimento dell'Alta corte di giustizia per le sanzioni contro il fascismo, dal cui procedimento esce comunque assolto e confermato nella carica di senatore fino alle elezioni del 1946, alle quali non si presenta candidato.
Tornato definitivamente a vita privata, provato dalle esperienze del periodo bellico ed ormai in avanti con gli anni, abbandona tutte le cariche del gruppo Terni e negli ultimi anni della sua vita si limita a dirigere l'impresa di famiglia di Genova, città dove muore nel 1959 all'età di 82 anni.

## Archivio
La documentazione prodotta da Arturo Bocciardo in qualità di amministratore delegato delle acciaierie di Terni (dal 1920) e di presidente dell'Ilva (dal 1922) è conservata rispettivamente nel fondo Acciai speciali Terni spa conservato dalla società Acciai speciali Terni spa nel proprio archivio storico, formalmente istituito, e nel fondo Ilva presso la Fondazione Ansaldo (Gruppo Finmeccanica).